# Tarik Aoutah
Tarik Aoutah, né le 7 septembre 1992 à Al Hoceïma, est un footballeur marocain. Il est évolue au poste de gardien de but au sein du club de l'Ittihad de Tanger.

## Biographie
Avec le club de l'Ittihad de Tanger, il participe à la Ligue des champions d'Afrique lors de la saison 2018-2019.

## Palmarès

### En club
Ittihad de Tanger
- Championnat du Maroc
  - Champion : 2018